# Koh Samui flygplats
Koh Samui flygplats eller Samui International Airport (IATA: USM, ICAO: VTSM) är en internationell flygplats på ön Koh Samui i Thailand. Flygplatsen är belägen cirka 2 kilometer norr om huvudorten och öns största semesterort, Chaweng. Flygplatsen ägs och drivs av Bangkok Airways. 

## Bakgrund
Byggandet av flygplatsen påbörjades 1982 och  i april 1989 öppnades flygplatsen officiellt. Flygplatsen är byggd och uppförd med en unik utomhusdesign, där dom enda inomhusområdena är presentbutiker, biljettkontor, toaletter och VIP-lounge. Flygplatsen är den sjunde mest trafikerade i Thailand och hanterar cirka en miljon passagerare årligen. Vid flygplatsen finns två terminaler, en för inrikestrafik och en för utrikestrafik. Utrikesterminalen ligger cirka 50 meter norr om inrikesterminalen.

## Kommunikationer
Flygplats ligger nära den så kallade "Big Buddha Piren" där färjor avgår till Ko Pha Ngan. Cirka 6 km nordväst om flygplatsen ligger Maenam Beach piren, där höghastighetsfärjor avgår öarna till Ko Tao och Chumphon.

## Galleri

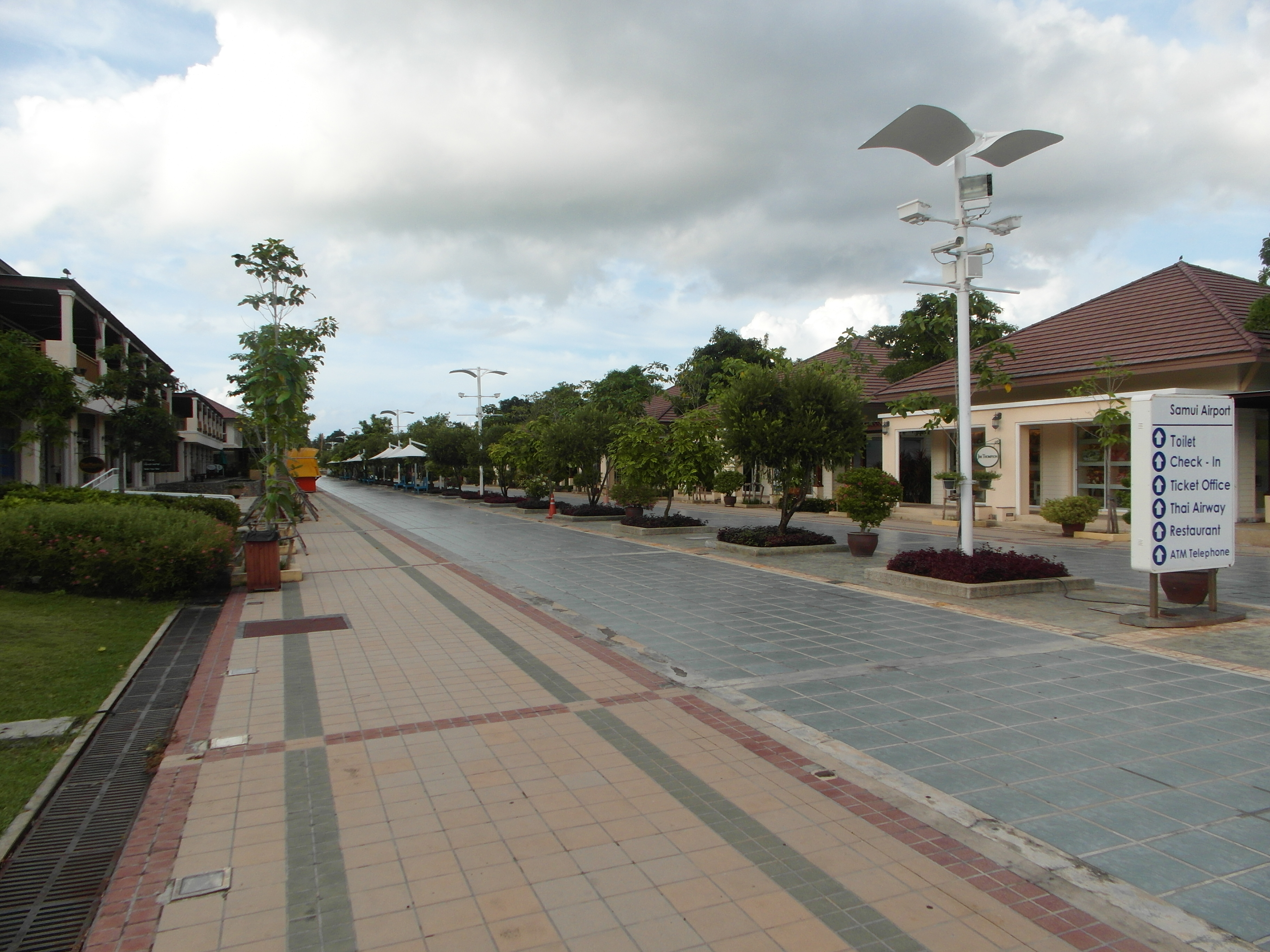
Del av flygplatsområdet
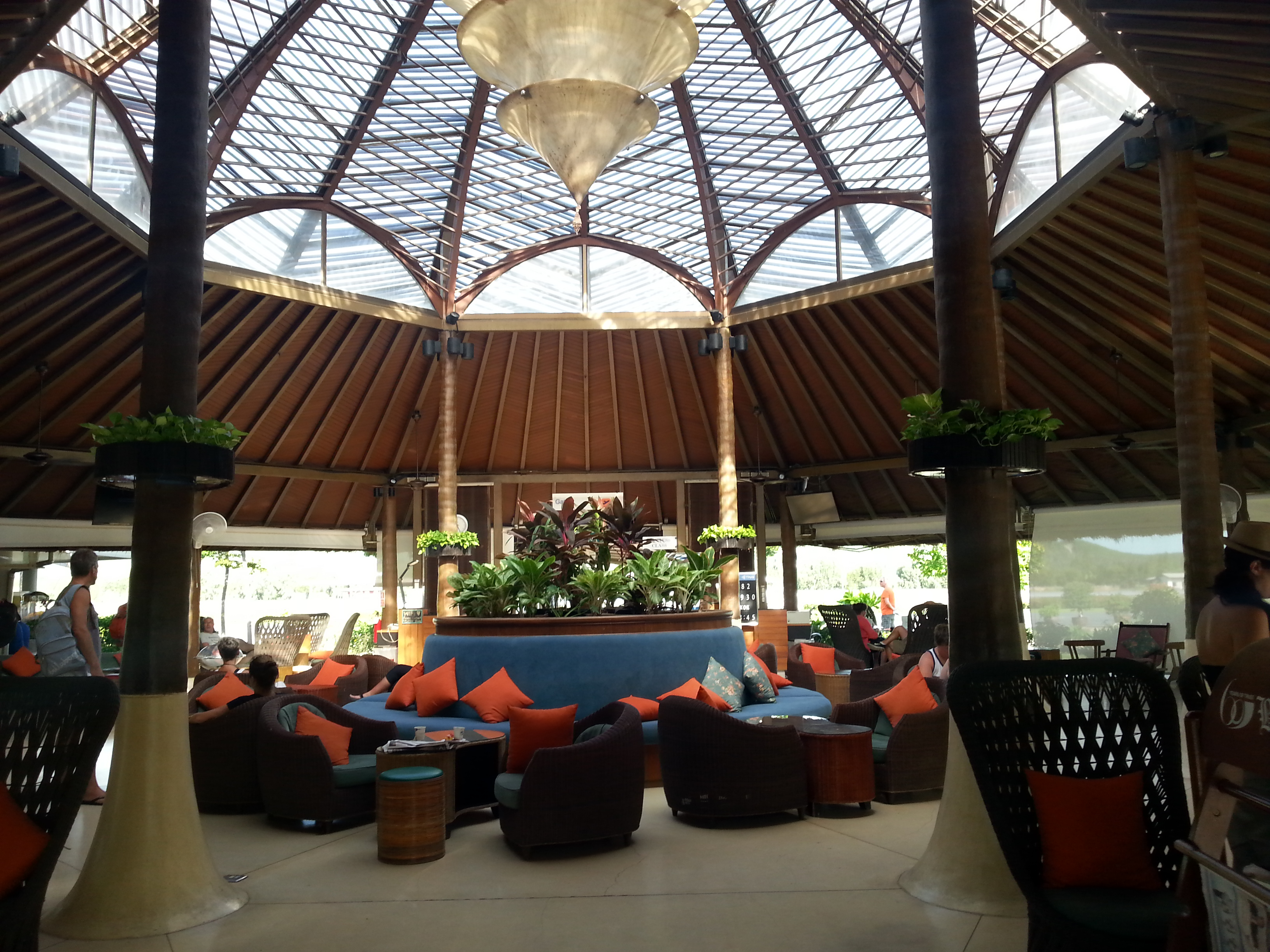
Terminal vid flygplatsen